# Listriodontinae
A Listriodontinae az emlősök (Mammalia) osztályának párosujjú patások (Artiodactyla) rendjébe, ezen belül a disznófélék (Suidae) családjába tartozó egyik fosszilis alcsalád.

## Rendszerezés
Az alcsaládba az alábbi 3 nemzetség és 6 emlősnem tartozik:
- †Kubanochoerini Gabunia, 1958
  - †Kubanochoerus Gabunia, 1955 - miocén; Európa és Ázsia
- †Listriodontini (Raza et al., 2002)
  - †Eurolistriodon Orliac, 2006 - miocén; Európa
  - †Listriodon von Meyer, 1846 - típusnem; szinonimája: Bunolistriodon; miocén; Európa, Ázsia és Afrika
- †Namachoerini
  - †Lopholistriodon Pickford & Wilkinson, 1975 - miocén; Afrika és Ázsia
  - †Namachoerus Pickford, 1995 - miocén; Afrika